# Église réformée de Lauterbrunnen
L’église réformée de Lauterbrunnen est un lieu de culte protestant situé à Lauterbrunnen, dans le canton de Berne en Suisse. La paroisse est membre des Églises réformées Berne-Jura-Soleure.

## Histoire
Un sanctuaire plus ancien a été remplacé en 1832-1832 par l’église actuelle. Son architecture simple, de plan rectangulaire doté d’une minuscule abside légèrement saillante sur la façade orientale, a été notablement rénovée en 1933-1939 et a subi encore des modifications en 1955 avec la transformation du clocher dans le goût Heimatstil. L’intérieur, fort simple, comporte une belle chaire à prêcher, en bois, des années 1830, sur culot en pyramide renversé.
Certains vitraux datent des années 1930, d'autres sont plus récents.
Plaque historique rappelant Peter Graf, qui, en 1775, survécut à une chute d'une hauteur de 352 pieds (environ 103 mètres).

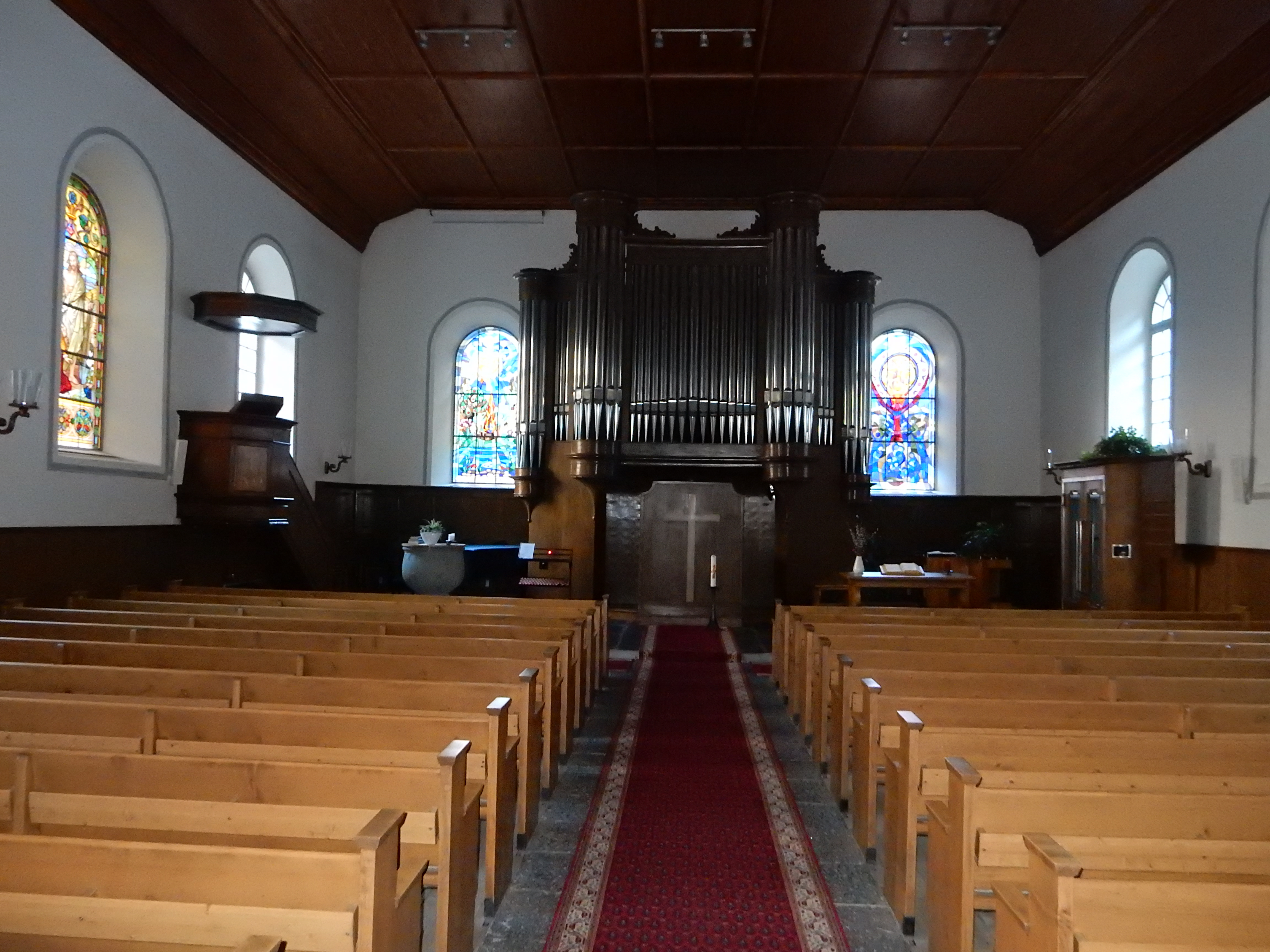
Lauterbrunnen, église réformée
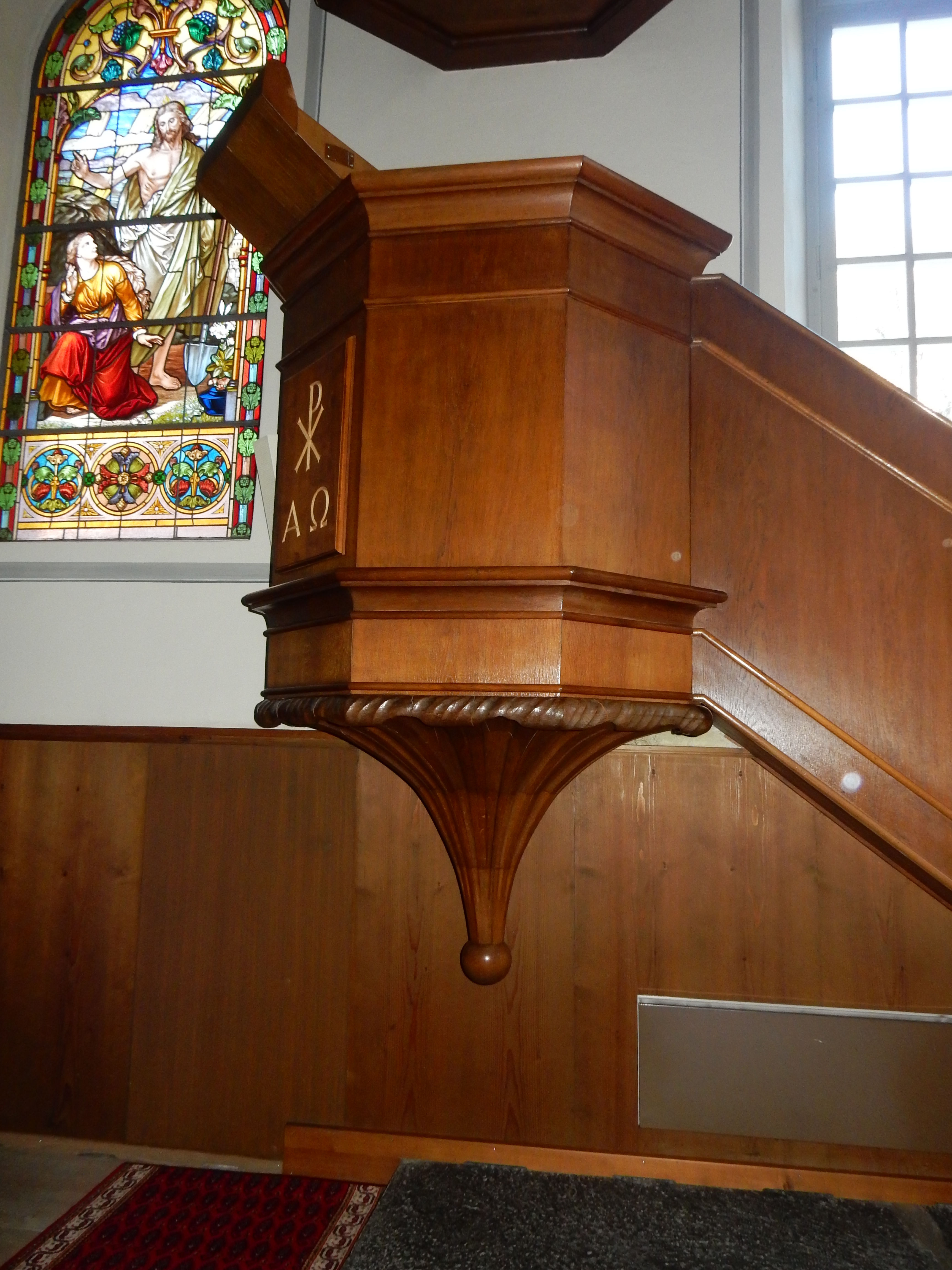
Lauterbrunnen, église réformée, chaire à prêcher
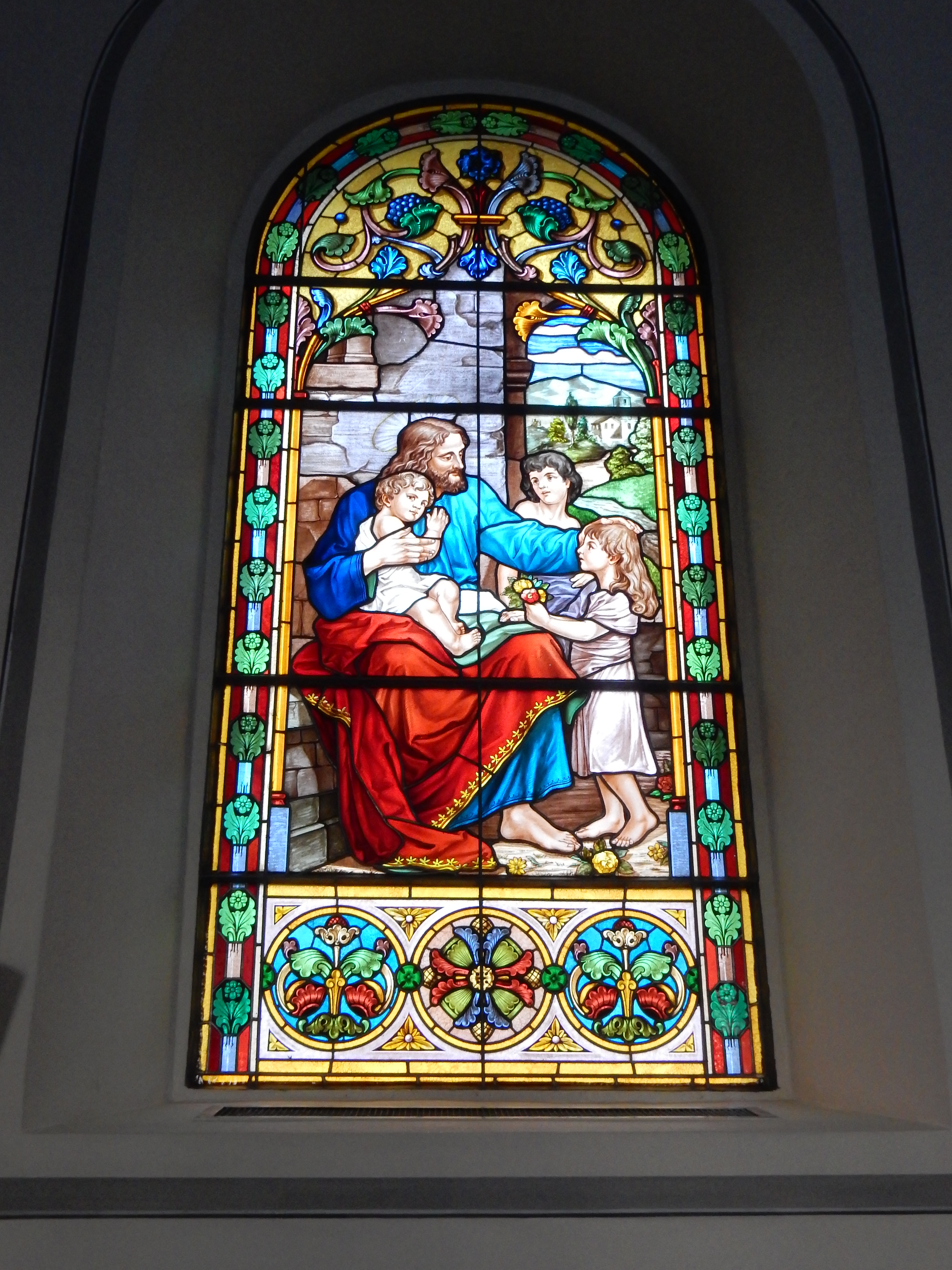
Lauterbrunnen, église protestante, vitrail
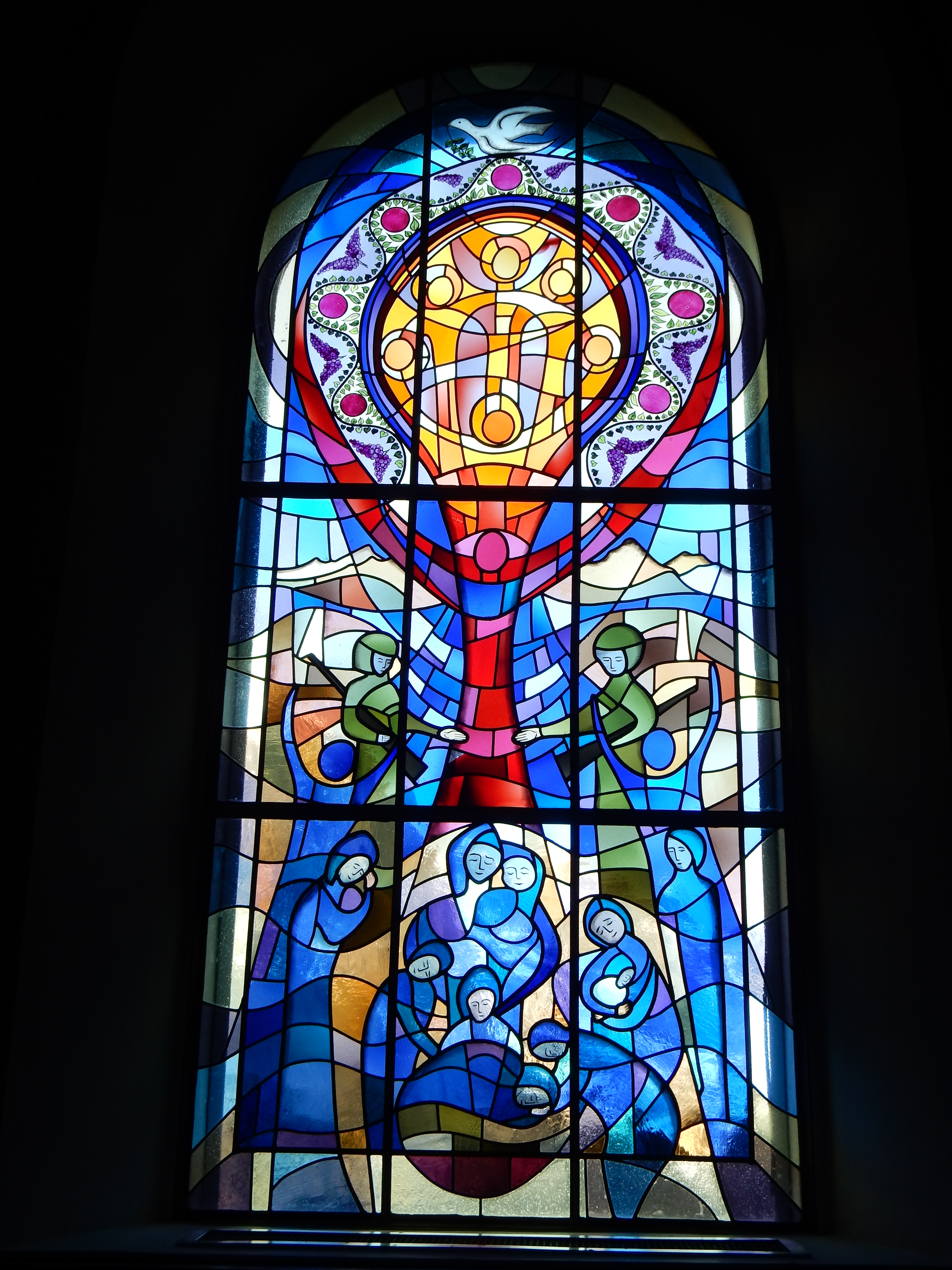
Lauterbrunnen, église réformée, vitrail